# Aphilopota melanostigma
Aphilopota melanostigma är en fjärilsart som beskrevs av W. Warren 1904. Aphilopota melanostigma ingår i släktet Aphilopota och familjen mätare. Inga underarter finns listade i Catalogue of Life.